# Aethiopana honorius
Aethiopana honorius is een vlinder uit de familie Lycaenidae. De wetenschappelijke naam van de soort is, als Papilio honorius, voor het eerst geldig gepubliceerd in 1793 door Johann Christian Fabricius.

## Synoniemen
- ?Epitola teresa Hewitson, 1869